# Daniel Tavares Baeta Neves
Dom Daniel Tavares Baeta Neves (11 de março de 1911 - 8 de julho de 1980) foi bispo da Igreja Católica Romana.
Fez seus primeiros estudos em sua cidade natal e mais tarde ingressou no Seminário de Mariana. Foi ordenado presbítero aos 30 de novembro de 1935, por Dom Helvécio Gomes de Oliveira.
No dia 29 de março de 1947, foi eleito bispo-titular de Parnasso e bispo-auxiliar de Mariana, sendo sagrado no dia 29 de junho deste mesmo ano, por Dom Helvécio Gomes de Oliveira, tendo como co-consagrantes Dom Rodolfo das Mercês de Oliveira Pena e Dom João Batista Cavati.
Exerceu grande trabalho na Arquidiocese de Mariana como bispo-auxiliar, especialmente no últimos anos de vida de Dom Helvécio, gravemente enfermo. Neste período representou a arquidiocese no Concílio Vaticano II. No dia 16 de maio de 1958 foi nomeado bispo da Diocese de Januária.
Renunciou a esta diocese, em 1 de junho de 1962, sendo nomeado, honorificamente, Bispo-titular de Alexandria Menor.. Em 4 de junho de 1964, foi nomeado bispo da Diocese de Sete Lagoas., onde faleceu aos 69 anos.